# Premier Division de la Liga de Irlanda 2013
La Premier Division de la Liga de Irlanda 2013 fue la 93.ª temporada de la Premier Division. La temporada comenzó el 8 de marzo y finalizó el 25 de octubre. El Sligo Rovers fue el campeón defensor.

## Sistema de competición
Los 12 equipos participantes juegan entre sí todos contra todos dos veces totalizando 33 partidos cada uno. Al término de la jornada 33, el primer clasificado obtuvo un cupo para la segunda ronda de la Liga de Campeones 2014-15, mientras que el segundo y tercer clasificado obtuvieron un cupo para la primera ronda de la Liga Europa de la UEFA 2014-15. Por otro lado, el último clasificado descendió a la Primera División 2014, mientras que el penúltimo clasificado jugó el Play-off de relegación contra el ganador de la primera ronda de play-offs de la Primera División 2013, para determinar cual de los equipos jugará en la Premier Division 2014.
Un tercer cupo para la primera ronda de la Liga Europa de la UEFA 2014-15 será asignado al campeón de la Copa de Irlanda.

## Equipos
| Club                      | Ciudad   | Entrenador      | Estadio          | Capacidad |
| ------------------------- | -------- | --------------- | ---------------- | --------- |
| Bohemians                 | Dublín   | Aaron Callaghan | Dalymount Park   | 7.000     |
| Bray Wanderers            | Bray     | Pat Devlin      | Carlisle Grounds | 6.250     |
| Cork City                 | Cork     | Tommy Dunne     | Turners Cross    | 7.600     |
| Derry City                | Derry    | Declan Devine   | Brandywell       | 7.500     |
| Dundalk                   | Dundalk  | Seán McCaffrey  | Oriel Park       | 5.500     |
| Drogheda United           | Drogheda | Mick Cooke      | Hunky Dorys Park | 2.000     |
| Limerick                  | Limerick | Stuart Taylor   | Thomond Park     | 3.000     |
| Shamrock Rovers           | Dublín   | Stephen Kenny   | Tallaght Stadium | 8.600     |
| Shelbourne                | Dublín   | Alan Mathews    | Tolka Park       | 10.000    |
| Sligo Rovers              | Sligo    | Ian Baraclough  | The Showgrounds  | 5.500     |
| St. Patrick's Athletic    | Dublín   | Liam Buckley    | Richmond Park    | 5.340     |
| University College Dublín | Dublín   | Martin Russell  | UCD Bowl         | 3.000     |

## Tabla de posiciones
| Pos. | Equipo                     | Pts. | PJ | G  | E  | P  | GF | GC | Dif. | Clasificación 2014–15                 |
| ---- | -------------------------- | ---- | -- | -- | -- | -- | -- | -- | ---- | ------------------------------------- |
| 1    | St. Patrick's Athletic (C) | 71   | 33 | 21 | 8  | 4  | 56 | 20 | +36  | Primera ronda de la Liga de Campeones |
| 2    | Dundalk                    | 68   | 33 | 21 | 5  | 7  | 55 | 30 | +25  | Primera ronda de la Liga Europea      |
| 3    | Sligo Rovers               | 66   | 33 | 19 | 9  | 5  | 53 | 22 | +31  | Primera ronda de la Liga Europea      |
| 4    | Derry City                 | 56   | 33 | 17 | 5  | 11 | 57 | 39 | +18  | Primera ronda de la Liga Europea      |
| 5    | Shamrock Rovers            | 52   | 33 | 13 | 13 | 7  | 43 | 28 | +15  |                                       |
| 6    | Cork City                  | 46   | 33 | 13 | 7  | 13 | 47 | 50 | −3   |                                       |
| 7    | Limerick                   | 42   | 33 | 11 | 9  | 13 | 38 | 46 | −8   |                                       |
| 8    | Drogheda United            | 38   | 33 | 8  | 14 | 11 | 44 | 46 | −2   |                                       |
| 9    | UCD                        | 30   | 33 | 8  | 6  | 19 | 45 | 73 | −28  |                                       |
| 10   | Bohemians                  | 29   | 33 | 7  | 8  | 18 | 27 | 47 | −20  |                                       |
| 11   | Bray Wanderers (O)         | 27   | 33 | 7  | 6  | 20 | 33 | 66 | −33  | Promoción por la permanencia          |
| 12   | Shelbourne                 | 21   | 33 | 5  | 6  | 22 | 25 | 56 | −31  | Descenso a FAI First Division.        |

Actualizado a los partidos jugados el 25 de octubre de 2013.
 Fuente: Soccerway

## Playoffs ascenso-descenso
| 28 de octubre de 2013, 19:45 | Bray Wanderers       | 2:2 (2:0) | Longford Town               | Carlisle Grounds, Bray                                |                                                       |
|                              | - Jason Byrne 8' 31' | Reporte   | - 61' Ebbe - 83' O'Sullivan | Asistencia: 900 espectadores Árbitro(s): Graham Kelly | Asistencia: 900 espectadores Árbitro(s): Graham Kelly |

| 1 de noviembre de 2013, 19:45 | Longford Town   | 2:3 (0:1) (Global 4:5) | Bray Wanderers                           | City Calling Stadium, Longford |                          |
|                               | - Purdy 58' 79' | Reporte                | - 3' Dempsey - 73' Waters - 86' O'Connor | Árbitro(s): Derek Tomney       | Árbitro(s): Derek Tomney |

- Bray Wanderers mantiene su lugar en la Premier Division.

## Goleadores
| Pos. | Jugador        | Club                  | Goles |
| ---- | -------------- | --------------------- | ----- |
| 1    | Rory Patterson | Derry City            | 18    |
| 2    | David McMillan | Sligo Rovers          | 13    |
| 2    | Declan O'Brien | Drogheda United       | 13    |
| 2    | Patrick Hoban  | Dundalk               | 13    |
| 5    | Anthony Elding | Sligo Rovers          | 12    |
| 5    | Ciarán Kilduff | Cork City             | 12    |
| 7    | Jason Byrne    | Bray Wanderers        | 11    |
| 7    | Michael Rafter | Derry City            | 11    |
| 9    | Anthony Flood  | St Patrick's Athletic | 10    |